# Chow mein

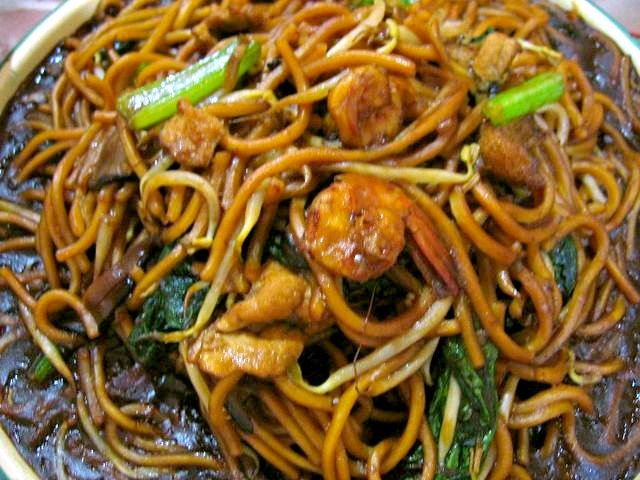
Chow mein

Chow mein ist ein Nudelgericht der chinesisch-amerikanischen Küche in den USA, das es in ähnlicher Form als Chaomian (炒麵 / 炒面,  chǎomiàn – „gebratene Nudeln“) auch in der asiatischen Küche gibt.
Die amerikanische Version besteht aus im Bündel knusprig gebratener Nudeln mit Fleisch und Gemüse. Beim chinesischen Original sind die Nudeln dagegen weich. Das Gericht namens Chow mein ist in den USA seit 1903 nachgewiesen.

## Quelle
- Alan Davidson: The Oxford Companion to Food, 2. Aufl. New York 2006, Artikel Chow mein